# Выскочков, Леонид Владимирович
Леони́д Влади́мирович Выскочков (род. 24 октября 1947; Ростов-на-Дону, СССР) — российский историк, доктор исторических наук (2002), профессор Института истории СПбГУ, почётный работник высшего профессионального образования Российской Федерации (2009).

## Биография
Леонид Владимирович Выскочков родился 24 октября 1947 года в Ростове-на-Дону.
В 1971 году закончил исторический факультет Ленинградского государственного университета (ЛГУ). Защитил дипломную работу «Крестьянский вопрос в политике николаевского правительства во второй четверти XIX века» под руководством профессора С. Б. Окуня.
С 1971 по 1973 годы служил в Советской армии, после чего до 1975 года работал в музее «Выборгский замок», а с 1975 по 1984 годы — в Ярославском государственном педагогическом институте. Был соискателем; аспирантом заочной аспирантуры ЛГУ под руководством профессора А. Л. Шапиро.
В 1985 году поступил работать в ЛГУ на кафедру истории СССР (впоследствии — кафедра русской истории, затем — истории России с древнейших времён до XX века). В Ленинградском — Санкт-Петербургском университете последовательно занимал должности ассистента, старшего преподавателя, доцента, профессора (с 28 июня 2005).
В 1980 году защитил диссертацию на тему «Государственные крестьяне Санкт-Петербургской губернии в дореформенный период (1836—1866 гг.)» на соискание учёной степени кандидата исторических наук. В 2002 году защитил диссертацию на соискание учёной степени доктора исторических наук по теме «Император Николай I: человек и государь».

## Научная деятельность
Основные научные интересы сосредоточены на изучении жизни и деятельности императора Николая I, политики николаевского правительства, а также повседневной жизни Императорского двора.
В 2001 году выпустил в свет монографию «Император Николай I: человек и государь». В переработанном и дополненном варианте книга была опубликована в 2003 году издательством «Молодая гвардия» в серии «Жизнь замечательных людей» под названием «Николай I». Первый автор капитального труда об императоре Николае I в современной российской историографии. Считает этого императора консервативным реформатором, сыгравшим свою роль в модернизации страны (строительство железных дорог, открытие новых учебных заведений и др.).
Изучал проблемы истории крестьянства Северо-Запада России, этнической истории Санкт-Петербургской губернии, быта и повседневной жизни России конца XVIII — первой половины XX вв. Соавтор коллективной монографии «История крестьянства Северо-Запада России: Период феодализма» (СПб, 1994).
Занимался изучением истории спиртных напитков в России. Соавтор книги «Первый в России: История пивоваренного завода имени Степана Разина» (СПб., 1997); иллюстрированного альбома «Пивная столица России» (СПб., 2001). Среди опубликованных работ: статьи по истории быта Императорского двора, истории напитков, истории пивоварения, серия статей в энциклопедии «Три века Санкт-Петербурга» (Т. II. Кн.1. СПб., 2003). Член петербургского клуба коллекционеров пивной атрибутики «Пивной этикет».
Лауреат Макарьевской премии в номинации «История России» за книгу «Николай I и его эпоха. Очерки истории России второй четверти XIX века» (2019, первая премия).

## Труды

### Книги
- Выскочков Л. В. Крестьянство Северо-Запада России во второй половине XVIII в. // История крестьянства Северо-Запада России: Период феодализма / А. И. Копанев, Е. Н. Носов, М. Б. Свердлов и др.; редкол.: А. И. Копанев (отв. ред.) и др.; Санкт-Петерб. фил. Института истории РАН. — СПб.: Наука. Санкт-Петерб. изд. фирма, 1994. — 332 с. — ISBN 5-02-027318-X.
- Выскочков Л. В. и др. Первый в России: История пивоваренного завода имени Степана Разина / М. С. Штиглиц, И. А. Степанкин, Л. В. Выскочков, Г. М. Гвичия; Под общ. ред. Г. М. Гвичии. — СПб.: Белое и чёрное, 1997. — 160 с.
- Выскочков Л. В. и др. Пивная столица России. — СПб., 2001.
- Выскочков Л. В. Император Николай I: Человек и государь. — СПб., 2001.
- Выскочков Л. В. Николай I. — М.: Молодая гвардия, 2003. — 694, [32] с. — (Жизнь замечательных людей : Сер. биогр.; Вып. 1061 (861)). — ISBN 5-235-02590-3.
  - Выскочков Л. В. Николай I. — М.: Молодая гвардия, 2006. — (Жизнь замечательных людей).
- Выскочков Л. В. Будни и праздники императорского двора. — СПб., 2012.
- Выскочков Л. В. Николай I и его эпоха. Очерки истории России второй четверти XIX века. — М., 2017.

### Некоторые статьи
- Историко-краеведческие работы Фёдора Туманского («Топографические описания» Петербурга и губернии конца XVIII в.) // Источниковедческие и историографические вопросы отечественной истории XVI—XVIII веков. Ярославль, 1993.
- Император Николай I глазами современников // Дом Романовых в истории России. СПб., 1995.
- Император Николай I в отечественной историографии XIX — начала XX века // Средневековая и новая Россия: Сб. науч. ст. К 60-летию проф. И. Я. Фроянова. СПб., 1996.
- Пиво завоёвывает мир: Страницы истории // Мир пива-96: Альманах. СПб, 1996.
- Третий конный монумент Петербурга (Памятник императору Николаю I на Исаакиевской площади) // Вестник СПбГУ. Сер. 2. 1997. Вып. 4. № 24.
- Историко-этнические карты Северо-Запада России (Конец XVIII — первая треть XX в.) // Историческая этнография: Русский Север и Ингерманландия. (Проблемы археологии и этнографии. № 5). 60-летию со дня рождения проф. А. В. Гадло. СПб., 1997.
- Дневники и воспоминания о Николае I как исторический источник // Философский век. Альманах 6. Россия в николаевское время: Наука, политика, просвещение. К 275-летию Академии наук и 200-летию со дня рождения Николая I.СПб.,1998.
- Император Николай I как человек. // Историческая психология и ментальность. СПб., 1999.
- Тонизирующие напитки: чай и кофе с точки зрения исторической этнологии и психологии // Историческая психология и ментальность: Конфликт. Риск. Дезадаптация. Сб. ст. / СПб, .2002.
- Шампанское в Петербурге в XVIII — начале XX в. // Университетские петербургские чтения. СПб., 2003.
- Шампанское в культуре Петербурга в XIX — начале XX вв. // Петербург в мировой культуре. СПб, 2005.